# Aghazraghane
Aghazraghane ou Agazrgane est une localité et une commune rurale du Mali, chef-lieu d'arrondissement dans le cercle de Inékar et la région de Ménaka. La commune a pour chef-lieu la localité de Aghazraghane.

## Géographie
La localité de Aghazraghane est située à l'est du chef-lieu de cercle Inékar.

## Histoire
La commune est créée en 2023.

## Villages et fractions
La commune est composée de 8 localités, dont 4 villages :
- Aghazraghane
- Tadgomte
- Timtikendène
- Tinahamata

et 4 fractions :
- Kel Inwélane
- Kel Ingouauya
- Kel Tamijerte
- Kel Taitofte